# Reinout
Reinout is een jongensnaam die afkomstig is uit het Germaans. Het Germaanse regin betekent raad en wald betekent heersen. De samentrekking van deze woorden betekent dus zoiets als Diegene die door zijn raad heerst, oftewel een goede heerser. Maar het kan ook raadsheer betekenen. Andere versies van deze naam zijn in het Engels Reynold en Reginald, en in het Schots Ranald en Ronald. Van deze laatste bestaan er ook afkortingen zoals Ronny, Ronnie en Ron.

## Bekende personen
Deze voornaam, of een variant ervan, wordt gedragen door een aantal bekende personen:
- Reginald de Chattilon, Frans tempelier
- Reinout Oerlemans, Nederlands acteur, regisseur en oprichter van Eyeworks.
- Reinout, personage uit de sage van de Vier Heemskinderen: Reinout is de jongste van de vier broers die het Ros Beiaard kon temmen.